# Distretto di Zùùngov'
Il distretto di Zùùngov' è uno dei diciannove distretti (sum) in cui è suddivisa la provincia dell'Uvs, in Mongolia. Conta una popolazione di 2.640 abitanti (censimento 2014). 